# Церква Святої Параскеви П'ятниці (Самчики)
Церква Святої Параскеви П'ятниці — одна з визначних пам'яток Старокостянтинівського району Хмельницької області. Храм побудований в селі Самчики. Церква є пам'яткою архітектури національного значення, входить до Палацово-паркового ансамблю «Самчики».

## Історія

### Костел католицького монастиря маріанів
Побудована у 1771 році як костел монастиря (кляштору) — резиденції маріанів сином фундатора маєтку у Самчиках Яна Самюеля Хоєцького — Казимиром-Франциском, котрий проникся ідеями ордену маріанів, що виник у XVII столітті, і забажав бачити його священників у своєму селі. Костел став резиденцією ордену.

### Православна церква
Після втрати Хоєцькими права власності на Самчики 1789 року, їх нові власники Любомирські перетворили костел на греко-католицький храм, а 1837 року освятили його вже як православну церкву Параскеви П'ятниці. Споруда збереглася до наших днів. В її інтер'єрі залишилися старовинні розписи й різьба по дереву. Поруч із храмом знаходиться мурована дзвіниця, яка спочатку була склепом-усипальнею Хоєцьких. На початку XX століття на дзвіниці було 6 дзвонів. Найбільший мав вагу 10 пудів (близько 160 кг).

## Архітектура

### Церква
Церква кам'яна загального типу, є зразком волинської сакральної будівлі.
Декор досить лаконічний: потинькована поверхня прикрашена лише легким фігурним завершенням — високим фронтоном.
Двосхилий дах з високою стрілою підйому утворює фігурний фронтон, аналогічний фронтону притвору. Фасад притвору, обрисами повторює головний фронтон. Маленька барокова главка на гребені нагадує про вплив архітектури Старокостянтинова.
Церква є зразком народної архітектури північного Поділля.

### Дзвіниця
Біла кам'яна двоярусна дзвіниця самчиківської церкви стоїть у кутку цвинтаря — церковного подвір'я. Вона побудована повністю за народними традиціями дерев'яних дзвіниць веж.

## Іконостас. Ікони
Іконостас увібрав у себе кращі зразки стилів бароко і рококо — вигадливі різьблені рами ікон, накладні різьблені елементи на деталях іконостаса і чудової краси Царські врата.
Старовині ікони, виконані у народному волинському стилі (орієнтовно XIX ст.), встановлені обабіч церковних дверей. Одна — Святий Миколай. На іншій — відомий сюжет «Не ридай мене, Мати» (Богородиця, яка ридає над тілом мертвого Христа). Досить цікавим є й розміщений над входом образ св. Параскеви, на честь якої названо храм. У церкві збереглися первісні розписи, красиве різьблене оздоблення та чимало давніх ікон.

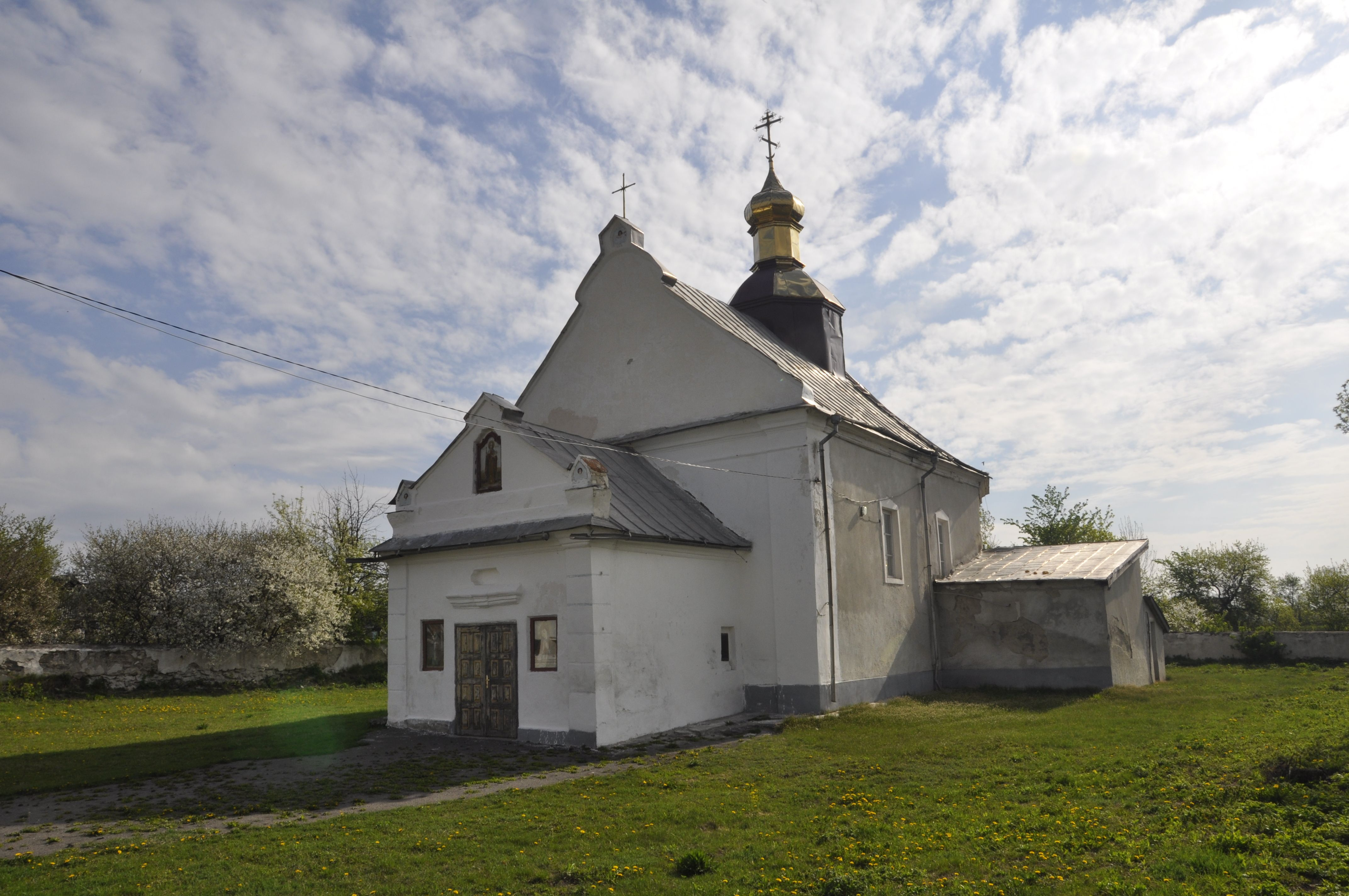
2015 рік
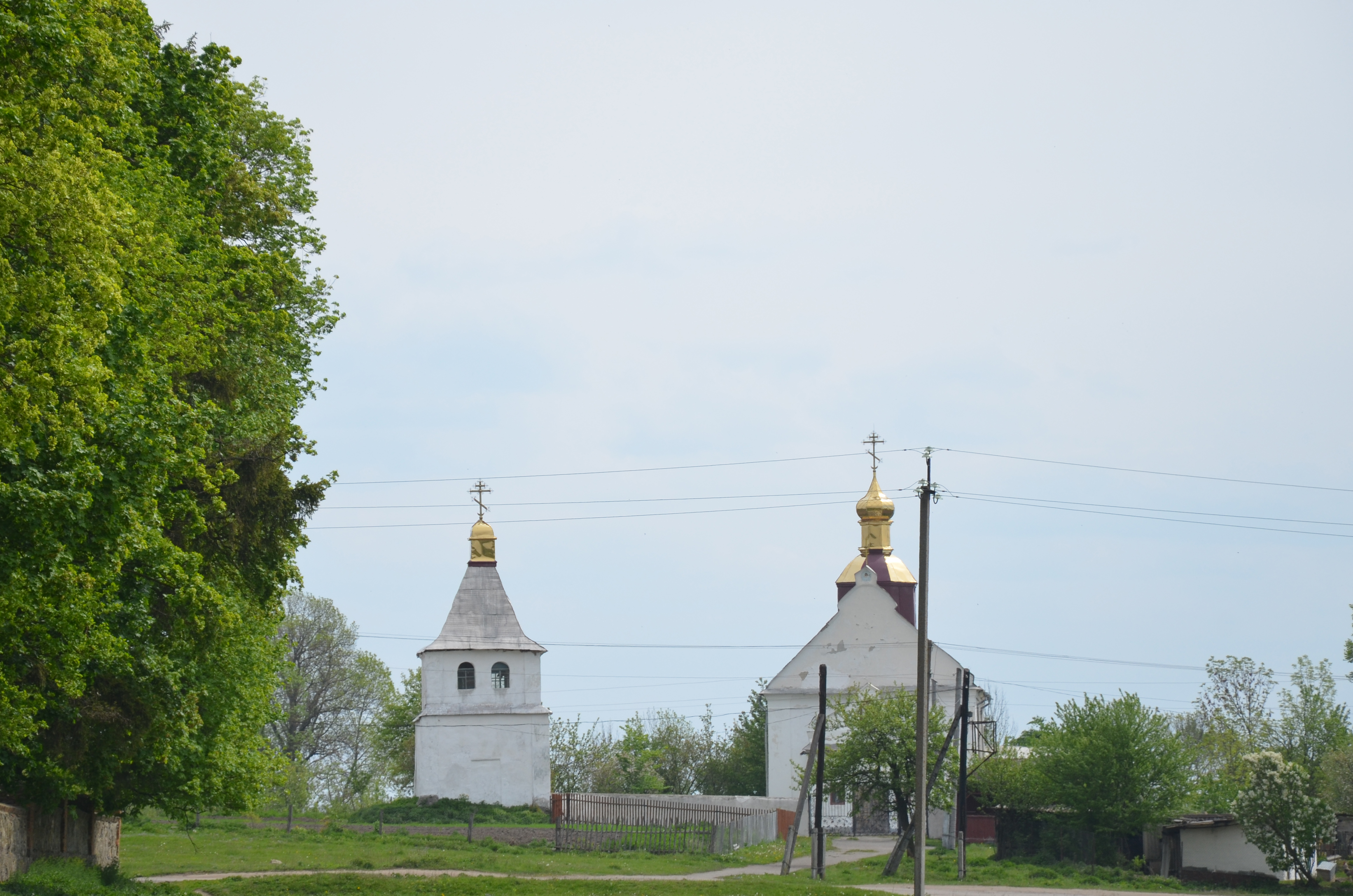
2016 рік